# 埃利斯嶺
74°45′S 113°54′W / 74.750°S 113.900°W
埃利斯嶺（英語：Ellis Ridge）是南極洲的山嶺，位於瑪麗伯德地，長19公里、寬3公里，處於多爾丘克冰川和基斯冰川之間，美國地質調查局根據測量和該國海軍的空中照片繪入地圖，現時由南極條約體系管理。